# جاي مادين
جاي مادين (بالإنجليزية: Guy Maddin) (و. 1956  م) هو مخرج أفلام، وكاتب سيناريو، ومشغل الكاميرا كندي، ولد في وينيبيغ.
.

## التعليم
تعلم في جامعة وينيبيغ.

## جوائز
حصل على جوائز منها:
- نيشان كندا من رتبة عضو.

## وصلات خارجية
- جاي مادين على موقع IMDb (الإنجليزية)
- جاي مادين على موقع ألو سيني (الفرنسية)
- جاي مادين على موقع ميوزك برينز (الإنجليزية)
- جاي مادين على موقع أول موفي (الإنجليزية)
- جاي مادين على موقع قاعدة بيانات الأفلام السويدية (السويدية)
- جاي مادين على موقع إن إن دي بي (الإنجليزية)
- جاي مادين على موقع قاعدة بيانات الفيلم (الإنجليزية)
- جاي مادين على موقع كينوبويسك (الروسية)